# Jean-Claude Lemoult
Jean-Claude Lemoult (Neufchâteau, 1960. augusztus 28. –) olimpiai bajnok francia labdarúgó, középpályás.

## Pályafutása

### Klubcsapatban
A Chaumont csapatában kezdte a labdarúgást. 1976 és 1986 között a Paris Saint-Germain labdarúgója volt, ahol egy bajnoki címet és két francia kupa győzelmet ért el a csapattal. 1986 és 1991 között a Montpellier csapatában szerepelt és egy francia kupa győzelmet szerzett az együttessel. 1991 és 1993 között a Nîmes Olympique csapatában játszott. 1993-ban fejezte az aktív labdarúgást.

### A válogatottban
1983-ban két alkalommal szerepelt a francia válogatottban. Tagja volt a Los Angeles-i olimpián aranyérmet nyert csapatnak.

## Sikerei, díjai
Franciaország
- Olimpiai játékok
  - aranyérmes: 1984, Los Angeles

 Paris Saint-Germain
- Francia bajnokság (Ligue 1)
  - bajnok: 1985–86
- Francia kupa (Coupe de France)
  - győztes: 1982, 1983

 Montpellier
- Francia kupa (Coupe de France)
  - győztes: 1990